# Jīzābād
Jīzābād (persiska: جيز آباد) är en ort i Iran.   Den ligger i provinsen Khorasan, i den östra delen av landet, 800 km öster om huvudstaden Teheran. Jīzābād ligger 1 336 meter över havet och antalet invånare är 968.
Terrängen runt Jīzābād är varierad.Runt Jīzābād är det ganska glesbefolkat, med 30 invånare per kvadratkilometer. Jīzābād är det största samhället i trakten. Omgivningarna runt Jīzābād är i huvudsak ett öppet busklandskap.